# Daniella Kertesz
Daniella Kertesz (hebräisch דניאלה קרטס; * 11. März 1989 in Israel) ist eine israelische Schauspielerin. Sie ist seit den Jahren 2003/2004 als Schauspielerin mit dem Schwerpunkt auf Fernsehen tätig. 2013 spielte sie neben Brad Pitt die Rolle der israelischen Soldatin „Segen“ in World War Z und gab damit ihr Kinodebüt. 2020 war sie in der israelischen Fernsehserie Shtisel als Kunstsammlerin Racheli zu sehen.